# Mario Stantchev
Mario Stantchev (auch Mario Stanchev, * 16. März 1948 in Sofia; † 14. Juli 2023 in Lyon) war  ein bulgarisch-französischer Jazzmusiker (Piano, Komposition).

## Leben und Wirken
Stantchev entstammte einer Musikerfamilie; sein Vater war ein bulgarischer Pianist, die Mutter Französin. Im Alter von fünf Jahren begann er mit dem Klavierspielen; als Teenager entdeckte er die Improvisation, während er das Lycée Musical absolvierte. Mit 22 Jahren gründete er sein Quartett. Während seines Studiums (Klavier, Komposition, Orchestrierung und Dirigat) begleitete er Simeon Shterev und trat bereits im Jazz Quintet Idea mit Yordan Kapitanov, Lyudmil Georgiev, Theodossi Stoykov und Peter Slavov auf, mit dem 1978 ein Album entstand. 1980 verließ er Bulgarien; er zog nach Lyon, wo er als Musiker und Komponist arbeitete. 1984 gründete er die Jazzabteilung am Nationalen Konservatorium von Lyon.
Stantchev arbeitete dort zunächst mit Jean-Louis Almosnino und Bill Dobbins, dann mit Michel Perez/Ron Carter, Enrico Rava, Louis Petrucciani und Lionel Martin. 1985 legte er im Trio mit Daniel Humair und Mike Richmond sein Debütalbum vor. Er trat in unterschiedlichen Formationen in Europa, Amerika und China auf. 1988 gründete er sein Sextett; seit 2008 arbeitet er mit Didier Del Aguila am Kontrabass, Roland Merlinc am Schlagzeug im New Trio. Im Trio Perfetto spielt er mit dem Gitarristen Philippe Petrucciani und dem Posaunisten Francesco Castellani.
Zu seinen Kompositionen gehören Portraits für Blech, Perkussion und Piano (Sofia, 1980), Piece No. 1 for String Quartet and Big Band (Lyon, 1989), Collages für zeitgenössisches Ensemble und korsische Stimmen (Bastia, 1992), Suites East-West für bulgarische Stimmen und Jazz-Ensemble (Tbilisi, 1997), Instrumentalsuite für Gitarre und Klavier, Climats, drei Stücke für Gitarre und Streichquartett und Banana für Combo und Streichquartett (Thionville, 2006).
Stantchev unterrichtete am Nationalen Konservatorium von Lyon und am IMFP in Salon-de-Provence.

## Diskographische Hinweise
- Jazz Before Jazz, Autour de la musique de Louis Moreau Gottschalk. Mario Stantchev & Lionel Martin (Cristal Records 2018)
- Mario Stantchev, Veselin Koychev Folklore & Jazz (Riva Sound Records 2016)
- Kukeri (Cristal Records 2006, mit Roger Nikitoff, Francesco Castellani, Michel Barrot, Didier Del Aguila, Jean-Luc Di Fraya)
- Strings (Salon de Musique 2003, mit Michel Barrot, Michel Zenino)
- Priyatelstvo (RDC 2001, mit Roger Nikitoff, Francesco Castellani, Michel Barrot, Gérard Guerin, Alain Couffign)
- Kaleidoscope (Instant Présent, 1996 mit Jay Anderson, Ron Carter, André Ceccarelli, Riccardo Del Fra, Billy Drummond, Peter Gritz, Daniel Humair, Adam Nussbaum, Mike Richmond)
- Un certain parfum (1985, mit Daniel Humair, Mike Richmond)